# Geosiris aphylla
Geosiris aphylla är en irisväxtart som beskrevs av Henri Ernest Baillon. Geosiris aphylla ingår i släktet Geosiris och familjen irisväxter. Inga underarter finns listade i Catalogue of Life.